# Diogo Gomes
Pour les articles homonymes, voir Gomes.
Diogo Gomes, également connu sous le nom de Diogo Gomes de Sintra, né vers 1420 et mort après 1502, est un navigateur portugais.

## Biographie
Diogo Gomes fait partie de l'entourage d'Henri le Navigateur et à ce titre participe aux découvertes portugaises du XVe siècle. On lui impute la découverte des Îles Selvagens en 1438. En 1445, il fait partie de l'expédition militaire de Gil Eanes et de Lançarote de Lagos sur l'île de Tider. En 1456, on le retrouve à l'estuaire du Rio Geba, dans l'actuelle Guinée-Bissau. Il remonte ensuite le fleuve Gambie jusqu'à la ville de Cantor, à la recherche de connexions entre les régions aurifères du Sénégal et du haut Niger, le comptoir de Tombouctou et les routes sahariennes qui débouchent au Maroc.
Entre deux expéditions, Diogo Gomes occupe des fonctions d'administrateur, comme celle de trésorier de la ville de Sintra, ou de magistrat.
Diogo Gomes a laissé un des premiers témoignages des expéditions d'Henri le Navigateur, sous la forme d'un texte intitulé De prima inuetione Guinee.